# Bandar Telu
Bandar Telu is een bestuurslaag in het regentschap Langkat van de provincie Noord-Sumatra, Indonesië. Bandar Telu telt 1178 inwoners (volkstelling 2010).